# Huejúcar
Huejúcar è un comune del Messico, situato nello stato di Jalisco.